# 參旗三
獵戶座6，又名BD+11 675，HD 31283、SAO 94197、HR 1569，是獵戶座的一颗恒星，视星等为5.19，位于銀經188.21，銀緯-19.56，其B1900.0坐标为赤經4h 49m 14s，赤緯+11° -19.56′ 46″。